# Lates
Lates es un género de peces de la familia Latidae.

## Especies
- Lates angustifrons Boulenger, 1906
- Lates calcarifer (Bloch, 1790)
- Lates japonicus Katayama & Y. Taki, 1984
- Lates lakdiva Pethiyagoda & A. C. Gill, 2012
- Lates longispinis Worthington, 1932
- Lates macrophthalmus Worthington, 1929
- Lates mariae Steindachner, 1909
- Lates microlepis Boulenger, 1898
- Lates niloticus (Linnaeus, 1758)
- Lates stappersii (Boulenger, 1914)
- Lates uwisara Pethiyagoda & A. C. Gill, 2012

### Especies extintas
- Lates gibbus  Agassiz 1833
- Lates gracilis  Agassiz 1833
- Lates macrurus  Agassiz 1833
- Lates noteus  Agassiz 1833
- Lates qatraniensis  Murray and Attia 2004